# Rukatunturi
Il Rukatunturi è un trampolino situato a Kuusamo, in Finlandia, in località Ruka.

## Storia
Aperto nel 1964 e ampiamente ristrutturato nel 1996, l'impianto ha ospitato numerose tappe della Coppa del Mondo di salto con gli sci, della Coppa Continentale (salto con gli sci) e della Coppa del Mondo di combinata nordica .

## Caratteristiche
Il trampolino lungo ha il punto K a 120 m; il primato ufficiale di distanza appartiene al combinatista norvegese Jarl Magnus Riiber (153,5) m stabilito nel 2023.